# Josep Cubells
Josep Cubells y Ribé es un directivo del Fútbol Club Barcelona y responsable de su sección de baloncesto, así como secretario de la junta directiva. Nacido el 11 de junio de 1964, está casado con Elisabet. La pareja tiene dos hijos: Berta y Josep.

## Carrera
Proviene de familia muy ligada al baloncesto, como el que fuera el expresidente de la FEB y persona pionera del baloncesto español, Anselmo López. Es licenciado en Derecho por la Universidad de Barcelona ( UB ) y miembro del Ilustre Colegio de Abogados de Barcelona. Es máster en Comercio Internacional y diplomado en Derecho Civil de Catalunya. En el ámbito profesional, dispone de un despacho de abogados propio, Iuris Grup 2164, desde hace veinticinco años. Su trayectoria profesional como abogado empezó desde muy joven tras hacerse cargo de su propio bufete una vez finalizada su formación universitaria. El despacho tiene oficinas en Barcelona y Tarragona. 
Josep Cubells entró a formar parte de la Junta Directiva del Barcelona el 15 de junio del 2003, coincidiendo con la victoria de la candidatura encabezada por Joan Laporta en las elecciones a la presidencia del club. Cubells es uno de los miembros que inició el camino de esta Junta al frente del club. Es el socio número 51.017. Fue el secretario de la primera convocatoria del senado Blaugrana, que congrega a los 1000 socios más antiguos del club, el 16 de agosto de 2008. Ocupa la presidencia de la comisión jurídica del club y es el responsable del baloncesto. 
En su labor al frente de la sección de baloncesto, cargo que ocupa desde noviembre de 2007, Cubells aspira a conseguir que la afición se sienta orgullosa del equipo y de la sección para conseguir crear una inercia positiva que desemboque en la consecución de éxitos en el ámbito deportivo. La potenciación de los jugadores catalanes de referencia y canteranos junto con extranjeros de reconocida valía es la máxima que se debe seguir. 
En junio de 2008 eligió a Joan Creus como nuevo secretario técnico de la sección. En julio pasó a ocupar dos cargos: secretario de la Junta y directivo responsable del baloncesto. Ese mismo año intervino en las negociaciones para el retorno al club de Juan Carlos Navarro y en 2009, en el fichaje de Ricky Rubio. En febrero de 2009 preside la Comisión de modificación de los Estatus del Fútbol Club Barcelona, que fueron posteriormente aprobados en la Asamblea de Compromisarios de agosto de 2009.
Ha acompañado al equipo en citas como la final de la Recopa en Grenoble y ha presenciado hasta cuatro Finales Fours de la Euroliga. En abril de 2010 consiguió en París, la primera Euroliga del Club no siendo anfitrión. En junio de 2010 dirigió el proceso electoral a la Presidencia del FCBarcelona, tanto en su condición de Secretario, como miembro de la Junta y Mesa Electoral.
El mes de marzo de 2011 ha sido nombrado Presidente del Club de Finances de la Universidad de Barcelona.

## Palmarés del FC Barcelona de baloncesto durante su mandato
- 2009-2010 Euroliga
- 2009-2010 Copa del Rey
- 2009-2010 Supercopa ACB
- 2009-2010 Lliga Catalana
- 2008-2009 Liga ACB